# クリス・ラモス
クリストファー・"クリス"・ラモス・デ・ラ・フロール（Christopher "Chris" Ramos de la Flor、1997年1月18日 - ）は、スペイン・アンダルシア州カディス出身のサッカー選手。プリメーラ・ディビシオン・カディスCF所属。ポジションはFW。

## クラブ経歴
アンダルシア州のカディスに生まれ、2017-18シーズンに当時セグンダBを戦っていたサン・フェルナンドCDでシニアデビューを果たした。
2018年1月3日、セグンダ・ディビシオンに所属していたレアル・バリャドリードへ移籍し、3年半契約を結んだ。同年1月13日、FCバルセロナBとの試合でハイメ・マタとの途中交代でプロデビューを果たした。この2017-18シーズンにバリャドリードはプリメーラ・ディビシオンへと昇格し、ラモスはセグンダの舞台で6試合にのみ出場した。2018-19シーズンの8月17日、ジローナFC戦でプリメーラデビューを飾るも、8月31日にセビージャ・アトレティコへのレンタル移籍が決定した。
2020-21シーズンのCDルーゴへのレンタル移籍を経て、2021年8月17日、同クラブへ3年契約で完全移籍をした。
2023年1月31日、自身の故郷であるカディスのクラブであるカディスCFへ移籍し、5年半契約を交わした。